# Esther Haase

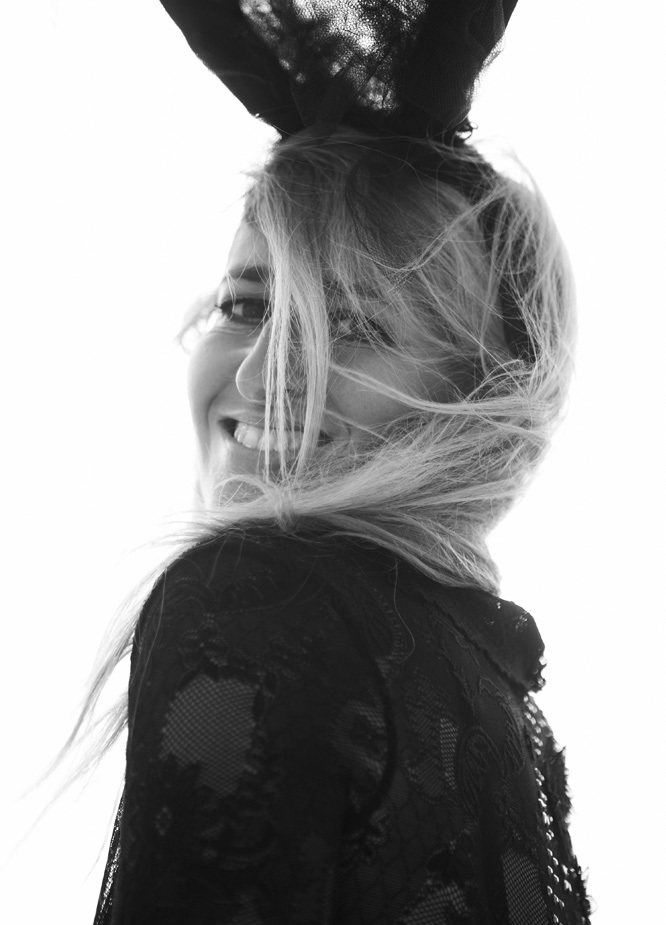
Esther-Haase-Photography

Esther Haase (* 20. Februar 1966 in Bremen) ist eine deutsche Fotografin.
Sie ist seit vielen Jahren für internationale Auftraggeber und Magazine tätig. Dabei wechselt sie zwischen den Genres Mode, Porträt, Reportage und freien Kunstprojekten. Sie hat Vivienne Westwood, Angela Merkel und Karl Lagerfeld fotografiert, für die indische Vogue und die italienische Vanity Fair gearbeitet sowie Werbekampagnen für GUESS und Escada umgesetzt. Mit ihren Werken ist sie in internationalen Museen und Sammlungen vertreten.

## Biografie
Haase ist die Tochter von Fritz Haase, Professor (em.) für Fotografie und Kommunikationsdesign und Sibylle Haase-Knels, Gestalterin und Illustratorin. Sie ist die älteste von drei Schwestern. Ihre Eltern führen seit 1963 in Bremen ein Atelier für Gestaltung.
Sie verbrachte ihre Kindheit in Bremen und betrieb als Jugendliche Eiskunstlauf als Leistungssport. Ab 1981 studierte sie an der Staatlichen Akademie Köln Tanz. Zwei Jahre arbeitete sie als Tänzerin am Theater am Goetheplatz in Bremen, bevor sie bis 1993 an der Hochschule für Künste Bremen Grafik-Design mit Schwerpunkt Fotografie studierte. Neben ihren kreativen Eltern, prägten sie insbesondere der Tanz und die Bühnenerfahrung wesentlich.
Haase lebt heute mit ihren zwei Kindern in Hamburg und zeitweise in London.

### Arbeit
Seit 1993 ist Haase international als selbständige Fotografin tätig. Schon während ihres Studiums war sie als Trainee im Art-Departement der Männer Vogue (Men's Vogue) in München tätig, assistierte bei verschiedenen Fotografen und begleitete Produktionen ihres Vaters. Von dem französischen Unterhaltungselektronik Konzern Thomson wurde ihr die erste eigene Fotoproduktion in Paris übertragen. 1998 reiste sie für Wolfgang Behnken, Art Director vom Stern im Auftrag von Stern nach Kuba. Die dort entstandenen Aufnahmen eröffneten Haase nicht nur den Weg in viele Magazine, sondern sicherten ihr auch die Aufmerksamkeit verschiedener Fotogalerien. Mit weiteren Reisen nach Kuba und wegen des Tangos nach Argentinien, erweiterte sie ihr fotografisches Œuvre. Es folgten Ausstellungen in verschiedenen Galerien u. a. 2005 und 2009 bei Camera Work in Hamburg und Berlin. Derzeit wird sie von Camera Work und der Stiftung F.C. Gundlach vertreten.
Schwerpunkt der Arbeit von Haase sind Produktionen für renommierte Mode-Magazine, wie die italienische Ausgaben der Vanity Fair und der Grazia, dem französischen Magazin Madame Figaro, der deutschen Elle oder der Vogue India, aber auch für nationale und internationale Modemarken wie Victoria’s Secret, Guess und Wonderbra. Glamour, Lebensfreude, Erotik und Witz kennzeichnen ihre Arbeit. Fellini, Helmut Newton und Peter Lindbergh gehören zu ihren Vorbildern. Zunehmend widmet sie sich Filmproduktionen. We do it again, einer ihrer letzten Filme wie auch eine Reihe von Bildern barocker Inszenierungen wurden 2013 vom Paula Modersohn-Becker Museum in Bremen angekauft.
Immer wieder sind es auch Film-, TV- oder Bühnenstars, die Haase porträtiert. So begleitet sie schon über lange Jahre Hannelore Elsner, Iris Berben, Gudrun Landgrebe und Nena. Sie porträtierte u. a. Diane Kruger, F. C. Gundlach, Vivienne Westwood, Operndiva Anna Netrebko, Katarina Witt und Angela Merkel. In einer der letzten Bildstrecken von Hildegard Knef zeigte sie ihren einfühlsamen Umgang mit dem Alter.
Neben freien und Auftragsarbeiten, engagiert Haase sich im Rahmen ihrer Fotografie auch für zahlreiche soziale Projekte. Dementsprechend inszeniert sie z. B. das Thema „Alter“ für die jährlichen Kalender des Berliner Pflegedienstes Jahnke. Wie ein soziales Projekt angelegt, agieren die älteren Menschen gemeinsam mit Film- und Bühnenstars in Rollenspielen. Vivienne Westwood liefert mit Studierenden ihrer Berliner Modeklasse einen Kostümbeitrag. Die Arbeiten stoßen auf große Resonanz in den Medien. Die TV-Sendung 37° widmet dem Projekt einen Beitrag, 2002 erhalten Arbeiten die Auszeichnung Gold vom Art Directors Club (ADC) Deutschland, 2008 werden sie für eine Photokina-Präsentation ausgewählt. 2010 resultiert daraus das Buch Rock’n’Old. Ein weiteres sozial engagiertes Projekt: Das Uta Melle Projekt Amazonen, ein brisantes Thema über brustamputierte Frauen, zu dem im Jahr 2011 ebenfalls eine Veröffentlichung unter selbigen Titel erscheint.
2023 ist Haase mit ihren Fotografien an der Aufklärungskampagne „Stop SUDEP“ der Oskar Killinger Stiftung beteiligt, welche für die Gefahren des plötzlichen Epilepsietodes sensibilisieren will.

## Ausstellungen (Auswahl)
- 2000: Glasshouse Gallery (London), Fashion in Motion
- 2000: Museum für Kunst und Gewerbe (Hamburg), Mode? Körper? Mode?
- 2002: The Loading Bay Gallery (London), Emotion
- 2002: Museum für Kunst und Gewerbe (Hamburg), Mythos St. Pauli
- 2003: Camera Work (Berlin), Photographien
- 2003: ArtCentre (Plano, Texas), In Their Mothers’ Eyes
- 2004: Photomonth (London), Sexy Moments
- 2005: Museum für Arbeit (Hamburg), Sexarbeit
- 2005: Camera Work (Hamburg), Cuba
- 2005: Wouter van Leeuwen (Amsterdam), Photographien
- 2006: Bonni Benrubi (New York), Sexy Book
- 2006: Willy Brandt Haus (Berlin), Seltene Momente von Echtheit
- 2007: Samuelis Baumgarte (Bielefeld), Photographien
- 2007: Quartier 206 (Berlin), Photographien
- 2007: Galerie Bernheimer (München), Musen, Mütter, Models
- 2008: Photokina (Köln), Seltene Momente von Echtheit
- 2009: Camera Work (Berlin), Photographien
- 2009: Interconti Vertical Gallery (Düsseldorf) Photographien
- 2010: Fotografiska (Stockholm), Fashion
- 2011: Stilwerke (Hamburg, Berlin, Düsseldorf), Amazonen
- 2011: Farbwerke m6 (Hamburg), Collodion
- 2011: PMB Museum (Bremen), Wohin die Reise geht
- 2012: Socialclub Schierke (München), Esther Haase
- 2016: Galerie Max Hünten Haus (Zingst), Fit for Future, Best of Esther Haase
- 2016: NRW Forum (Düsseldorf), Bling Bling Baby!
- 2018: Abtart (Stuttgart), Esther’s World
- 2018: Vierjahreszeiten (Hamburg), London Story
- 2019: Bayerischer Hof (München), New Directions
- 2020: Leica Galerie (Konstanz), Move!
- 2020: Imago Camera (Berlin), Beflügelt
- 2020: Schirmherrin Oberstdorfer Fotogipfel Schirmherrin
- 2021: Leica Galerie (Düsseldorf), Move!
- 2022: Leica Galerie (London), Esther's World
- 2022: Stadtmuseum (Schleswig), A Day Off - Eine Ausstellung der Stiftung F.C. Gundlach

- 2023: BFF Hall of Fame (Stuttgart)
- 2023: Internationales Fotofestival Open your Eyes (Zürich), Rock'n'Old
- 2023: Photopia (Hamburg), Leica Galerie, Je t´aime
- 2024: f3 - Freiraum für Fotografie (Berlin), A Day Off - Eine Ausstellung der Stiftung F.C. Gundlach

## Buchpublikationen
- Fashion in Motion, Hg. Wolfgang Behnken, Edition Stemmle, 2000
- Sexy Book, Scalo, Zürich 2006[8]
- Fotografien 1997–2006, Hachmannedition, 2007
- Rock’n Old, Vorwort von Alexa Hennig von Lange, Kehrer, Heidelberg 2010
- Amazonen, zusammen mit Beate Wedekind, Sophie Albers, Jackie Hardt; Hg. Nadine Barth: Kehrer, Heidelberg 2011
- Esther's World, Hatje Cantz, Stuttgart 2017

## Preise und Auszeichnungen
- 1992: 1th prize AGFA photo competition
- 1992: 1th prize FUJI/AWI/Profi-Foto-Award
- 1994: Graphis Photo Award ’94
- 1997: Creativity 26 Award
- 1997: Kodak Pixel Award
- 1997: 2. Preis Motorfocus
- 1998: Reinhart Wolf Award
- 1999: Reinhart Wolf Award
- 1999: Art Directors Club (ADC) Award Bronze
- 1999: Gold for photography in Großbritannien für die Marlboro-Kampagne
- 2000: ADC Award Bronze
- 2001: ADC Award Bronze
- 2001: Buch-Kooperation mit Iris Berben Älter werde ich später
- 2002: ADC Award Gold
- 2002: Nomination beim Art Directors Club of Europe (ADCE)
- 2003: BFF Merit Award
- 2003: Red Dot: Best of the Best Design Award
- 2005: ADC Merit Award, New York
- 2009: Award Internationaler Kodak Fotokalenderpreis
- 2010: BFF-Award Merit
- 2011: Award ADC for Project Amazonen
- 2011: Myself Liebingsaward für Amazonen in der Kategorie Denken & Fühlen
- 2012: Award ADC: Wohin die Reise geht? Ali und Marlene im Roseliushaus
- 2015: PR Bild Award, Kategorie Produktfotografie
- 2018: Deutscher Fotobuchpreis Gold für „Esther's WORLD“
- 2019: ADC Bronze Fashion „Zeitlos“ (Icon / Bild am Sonntag)
- 2021: iF DESIGN AWARD for innovative and award-winning communication designs
- 2023: Aufnahme in die BFF „Hall of Fame“
- 2023: ADC Bronze Nagel